# Han Zhangdi
Han Zhangdi was keizer van China van 75 tot 88, uit de Han-dynastie. Hij was de derde heerser van de Oostelijke Han-dynastie. Hij leefde van 57 tot 88. Zijn persoonlijke naam was Liu Da.
Han Zhangdi was een hardwerkende, ijverige keizer. Hij verlaagde de belastingen en hield nauw toezicht op alle staatszaken. Zhangdi verlaagde ook de overheidsuitgaven en bevorderde het confucianisme. Dit resulteerde in een periode van voorspoed en culturele bloei van de Han-maatschappij. De heerschappij van Han Zhangdi wordt, net als die van zijn vader Han Mingdi, zeer geprezen. Hun gezamenlijke regeringsperiode, die bekendstaat als de Regering van Ming en Zhang, wordt gezien als de gouden eeuw van de Oostelijke Han-dynastie. Tijdens Zhangdi's bewind rukten Chinese troepen onder leiding van Ban Chao ver westwaarts op, tot voorbij de Kaspische Zee, in een gebied dat deel uitmaakt van de huidige Oekraïne, ondertussen jacht makend op de Xiongnu-opstandelingen die de handelsroutes die nu bekendstaan als de Zijderoute onveilig maakten. Deze militaire expedities zorgden voor direct contact met het Parthische rijk en mogelijk zelfs de zending van een officieel gezantschap naar Rome.
De Oostelijke Han-dynastie raakte na Zhangdi's bewind langzaam in verval door een machtsstrijd tussen eunuchen, ambtenaren en de keizerlijke familie, waardoor de bevolking de komende honderdvijftig jaar terugverlangde naar de goede dagen van de Regering van Ming en Zhang. Echter moet wel opgemerkt worden dat deze machtsstrijd deels het gevolg was van de toegenomen macht van aristocratische clans, die in gang was gezet door het toebedelen van macht door Zhangdi aan zowel de clan van zijn adoptiefmoeder Keizerin-weduwe Ma, als de clan van Keizerin-weduwe Dou.

## Familieachtergrond
Zhangdi werd geboren in 57 als Liu Da, als zoon van de toenmalige kroonprins Zhuang en een van diens bijvrouwen, Consorte Jia. Omdat Kroonprins Zhuang`s lievelingsbijvrouw Consorte Ma,(Consorte Jia`s tante van moederskant), geen zonen had, adopteerde ze, op aanraden van Kroonprins Zhuang, Prins Da als haar eigen kind. Prins Da groeide derhalve op met Consorte Ma als moeder en ook al wist hij overduidelijk, dat Consorte Jia zijn biologische moeder was, behandelde hij haar nooit als zodanig.
Tijdens Prins Da's geboortejaar stierf zijn grootvader Han Guangwudi en besteeg zijn vader de troon als Keizer Ming, postuum Han Mingdi genoemd. In 60 maakte Keizer Ming Consorte Ma tot keizerin, op dringend verzoek van zijn moeder Keizerin-weduwe Yin Lihua. Prins Da werd als zoon van de keizerin tot kroonprins gemaakt, ook al had hij vier oudere broers.

## Als kroonprins
Er is niet veel bekend over Kroonprins Da`s jeugd, behalve dan dat hij op jonge leeftijd onderwezen werd in de confuciaanse klassieke literatuur en aangemoedigd werd in zijn studie door zijn adoptiefmoeder Keizerin Ma, met wie hij een nauwe band had. Hij had ook een goede verstandhouding met zijn ooms uit de Ma-clan.
In 75 stierf Mingdi en Kroonprins Da besteeg op achttienjarige leeftijd de troon als Keizer Zhang, postuum Han Zhangdi genoemd. Keizerin Ma kreeg de titel Keizerin-weduwe.

## Vroege regering
Zhangdi zette het harde werken van zijn vader voort, maar hij was minder streng en zachtmoediger. Hij zocht eerlijke ambtenaren uit en promoveerde hen. Zelf leidde hij een bescheiden leven en betoonde respect aan de oudere ambtenaren die achtereenvolgens zijn grootvader en vader trouw gediend hadden.
Op aanraden van zijn adviseur Yang Zhong en eerste minister Diwu Lun gaf Zhandi in 76 het bevel een eind te maken aan de door zijn vader begonnen veldtochten in Xiyu (het huidige Oeigoerië). De daar gelegerde Han-generaal Ban Chao weigerde echter de troepen terug te trekken, omdat hij het uiterst belangrijk achtte de Han-aanwezigheid in Xiyu te handhaven. Zhangdi gaf uiteindelijk toe en gaf Ban de leiding van krijgsondernemingen van de Han in Xiyu.
Vanwege zijn sterke band met zijn ooms van de Ma-clan, wilde Zhangdi hen al vanaf het begin van zijn bewind tot markies benoemen. Dit werd aanvankelijk tegengehouden door Keizerin-Weduwe Ma, omdat ze dit ongepast vond. In 79, zette hij de benoeming toch door, ondanks haar tegenwerpingen en de verzoeken van zijn ooms om hen alleen het ambt van markies en niet de titel te verlenen.
In 77 nam Zhangdi een dochter van zijn nicht Prinses Piyang en tevens achterkleindochter van de staatsman Dou Rong tot gemalin. Hij hield veel van haar en kroonde haar in 78 tot Keizerin Dou. In 79 stierf Keizerin-Weduwe Ma, die hem altijd veel goede raad had gegeven. Zelfs na haar dood erkende Zhangdi zijn biologische moeder Consorte Jia niet als moeder, maar stond haar enkel toe er een leven als prinses op na te houden.

## Paleisintriges van de Dou-clan
Na zijn moeders dood bleef Zhangdi een ijverige keizer, maar binnen de paleismuren waren er veel conflicten tussen Keizerin Dou en de andere levensgezellen van de keizer, wat gaandeweg voor veel politieke instabiliteit zorgde.
Tijdens haar leven had Keizerin-Weduwe Ma twee dochters van Song Yang uitgekozen als levensgezel voor Zhangdi. In 78 baarde de oudste Song-bijvrouw een zoon, Liu Qing genaamd, en omdat Keizerin Dou geen zoon had, werd Prins Qing kroonprins in 79. De consortes Song stonden erg in de gunst bij Keizerin-Weduwe Ma.
In 79 zou Keizerin Dou echter Liu Zhao, zoon van een andere keizerlijke bijvrouw, Consorte Liang, als haar eigen zoon adopteren, wellicht in navolging van het voorbeeld van Keizerin-Weduwe Ma. Samen met haar moeder Prinses Piyang en haar broers bedacht ze het plan om haar geadopteerde zoon kroonprins te maken. Na de dood van Keizerin-Weduwe Ma, bracht ze haar plan ten uitvoer: met haar broers kocht ze bedienden en eunuchen van de beide Song-bijvrouwen om, om bewijzen te verzamelen van gemaakte fouten die tegen hen gebruikt zouden kunnen worden.
In 82 diende zich een goede gelegenheid aan voor Keizerin Dou. De oudste van de Song-zussen was ziek geworden; ze hunkerde naar rauwe cuscuta en verzocht haar familie die te brengen. Keizerin Dou kreeg de cuscuta te pakken en beschuldigde bijvrouw Song er ten onrechte van deze te gebruiken voor hekserij. Zhangdi was woedend en verbande kroonprins Qing uit het paleis. Qing werd afgezet als kroonprins en in plaats daarvan tot prins van Qinghe gemaakt; Prins Zhao nam zijn plaats in als kroonprins, maar was wel vriendelijk tegen zijn broer en bracht veel tijd met hem door. Daarnaast liet Zhangdi de Song-zusters gevangennemen en ondervragen door de eunuch Cai Lun. De beide zussen zagen dat ze zwaar in de problemen zaten en pleegden zelfmoord door zichzelf te vergiftigen.
De Song-zussen zouden niet de enige slachtoffers blijven van Keizerin Dou. Nadat Prins Zhao tot kroonprins was benoemd, durfde de clan van zijn biologische moeder, de Liangs, niet openlijk feest te vieren, maar in het geheim waren ze er erg gelukkig mee. Toen de Dou-clan hiervan hoorde, was deze zeer ontstemd en bevreesd en kreeg het gevoel de Liangs te moeten uitschakelen. Keizerin Dou begon leugens te verspreiden over Consorte Liang, de biologische moeder van Prins Zhao, en over haar zuster, die ook een keizerlijke bijvrouw was, en ze raakten uit de gunst bij Keizer Zhang. In 83, legden de Dous vervolgens valse anonieme beschuldigingen ter tafel tegen Liang Song, de vader van Consorte Song, die ervoor zorgden dat hij stierf in de gevangenis. Consorte Liang stierf van verdriet en angst.
Door dit machtsspel zouden de Dous uiteindelijk hun doel bereiken en zelfs machtiger worden dan ze al waren. Ook Zhangdi stopte in 83 met het verlenen van gunsten aan zijn ooms van de Ma-clan, toen hij zag dat ze de wet niet eerbiedigden en stuurde ze uiteindelijk terug naar hun markgraafschap. Keizerin Dou's broers Dou Xian en Dou Du namen de macht over. Voor het eerst in de Han-geschiedenis was de clan van de Keizerin machtiger dan die van haar schoonmoeder, de Keizerin-Weduwe. Hiermee werd een trend gezet, die zich zou herhalen gedurende de rest van de Oostelijke Han-dynastie en die een bron van corruptie zou vormen.

## Late regeerperiode
Zhangdi zelf bleef echter tamelijk ijverig en hield een open blik. Toen bijvoorbeeld in 84 twee universitaire studenten, Kong Xi en Cui Yin, ervan werden beschuldigd ongepaste kritiek te hebben geuit op zijn voorouder Han Wudi en daardoor onrechtstreeks ook op Zhangdi zelf, aanvaardde Zhangdi de brief die Kong hem aanbood om zichzelf te verdedigen en benoemde hem als ambtenaar in zijn regering.
In 86 begonnen de eerste Qiang-opstanden, en hoewel de Qiang tamelijk snel werden onderworpen, zou dit toch een slecht voorteken zijn voor de komende decennia. De Qiang, die vaak slecht werden behandeld door de Han-ambtenaren, zouden gedurende de rest van de Oostelijke Han-dynastie onophoudelijk in opstand komen en een belangrijke factor worden voor het verval van deze dynastie.
Zhangdi stierf in 88 en werd opgevolgd door kroonprins Zhao als Keizer He, postuum Han Hedi genoemd.

## Jaartitels
De jaartitels onder het bewind van Zhangdi.
- Jiànchū 建初 76 - 84
- Yuánhé 元和 84 – 87
- Zhānghé 章和 87 - 88

## Verwantschappen
- Vader
  - Han Mingdi (oudste zoon)
- Moeder
  - Consorte Jia
- Vrouw
  - Keizerin Dou (vanaf 78, stierf in 97), zus van Dou Xian
- Bijvrouwen
  - Consorte Dou, zus van Keizerin Dou
  - Consorte Song (stierf in 82), moeder van Prins Qing
  - Consorte Song (stierf ook in 82) (de beide consortes Song waren zussen)
  - Consorte Liang (stierf in 83), moeder van Hedi)
  - Consorte Liang (stierf ook in 83) (de twee consortes Liang waren ook zussen)
  - Consorte Sheng, moeder van Prinsessen Shou en Kai
- Kinderen
  - Liu Kang, Prins Jen van Qiancheng (vanaf 79, stierf in 94)
  - Liu Quan, Prins Dao van Pingchun (vanaf 79, stierf in 79)
  - Liu Qing, aanvankelijk kroonprins (geboren in 78, kroonprins vanaf 79, afgezet in 83), later Prins Xiao van Qinghe (vanaf 83, stierf in 106)
  - Kroonprins Liu Zhao, (vanaf 83), later Han Hedi
  - Liu Shou , Prins Hui van Jibei (vanaf 90, stierf in 121)
  - Liu Kai, Prins Xiao van Hejian (vanaf 90, stierf in 132)
  - Liu Shu, Prins Huai van Chengyang (vanaf 90, stierf in 95)
  - Liu Wansui, Prins Shang van Guangzong (vanaf 93, stierf ook in 93)
  - Liu Nan, Prinses Wude (vanaf 80)
  - Liu Wang, Prinses Pingyi (vanaf 80)
  - Liu Ji, Prinses Yin'an (vanaf 94)